# Ryanair
Ryanair Holdings Group è una compagnia aerea low cost irlandese con sede a Swords che controlla le compagnie aeree Ryanair DAC, Ryanair UK, Malta Air, Buzz e Laudamotion.
Nel suo insieme il gruppo costituisce la più grande compagnia aerea a basso costo d'Europa, operando 3.600 voli giornalieri e collegando 34 nazioni europee, il Marocco e il Medio Oriente (Israele, Giordania).
Negli anni, Ryanair è stata caratterizzata da una rapida e continua espansione, resa possibile dalla deregolamentazione del mercato aereo europeo e dal successo del modello operativo low cost, fino a diventare nel 2019 la prima compagnia aerea europea per numero di passeggeri.
Nell'anno fiscale 2024 il gruppo Ryanair ha trasportato 184 milioni di passeggeri.

## Storia

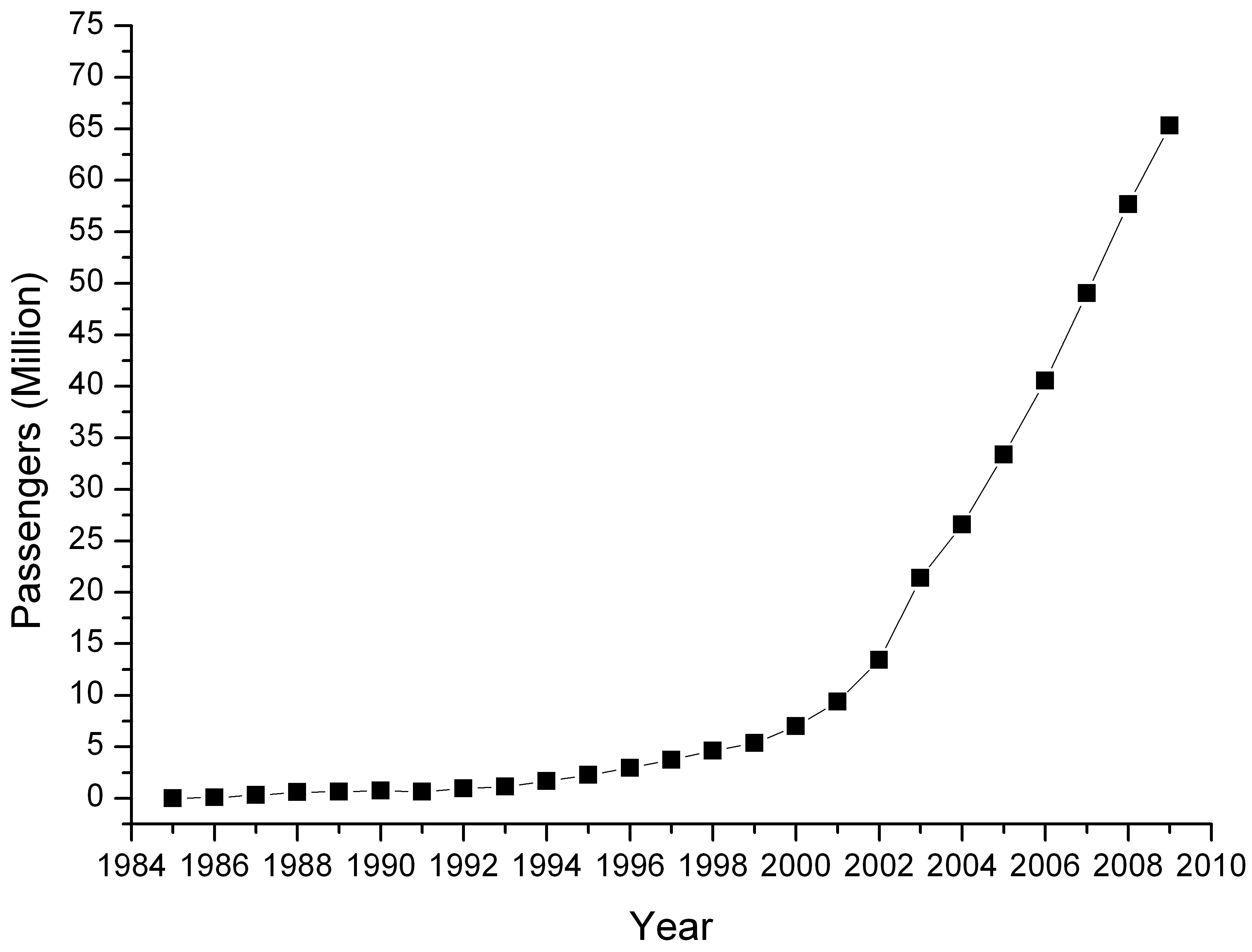
Ryanair - Passeggeri trasportati

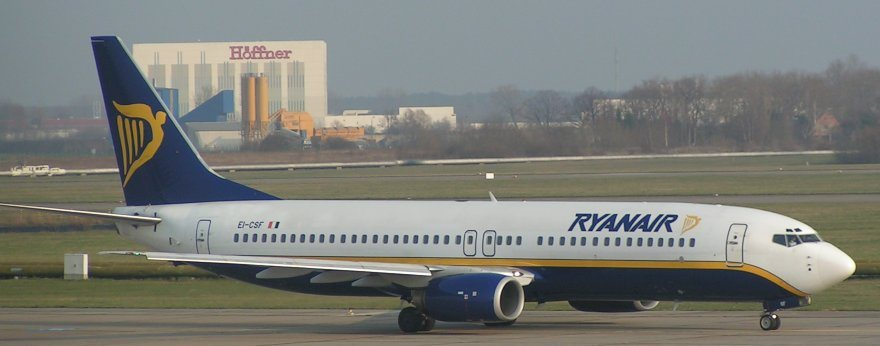
Ryanair Boeing 737-800 nel 2004.

Ryanair è stata fondata nel 1985 dall'imprenditore irlandese Tony Ryan. La Compagnia iniziò la sua attività sulla tratta che univa Waterford e Londra Gatwick, trasportando a fine anno 5 000 passeggeri. Nel 1986, con l'intenzione di inserirsi nel mercato dominato dal duopolio di British Airways ed Aer Lingus sui voli tra Londra e Dublino, avviò la tratta Dublino - Londra Luton su autorizzazione delle autorità britanniche e irlandesi, trasportando a fine anno 88 000 passeggeri. Nel 1987 aggiunse le destinazioni di Liverpool, Glasgow e Cardiff seguite, nell'anno successivo, dalla prima destinazione europea: Bruxelles. Al termine del 1988, a soli 3 anni dalla fondazione, i passeggeri annui erano già saliti a 600 000.
Nel 1988 Michael O'Leary entrò nella società come direttore finanziario e, insoddisfatto dai risultati economici non soddisfacenti dovuti all'eccessiva competizione con British Airways e Aer Lingus, iniziò a cercare un modo per rilanciare la compagnia. Si recò negli Stati Uniti per incontrare Herb Kelleher, il fondatore di Southwest Airlines, ed ebbe modo di studiare il modello operativo low cost adottato dalla compagnia statunitense, che stava operando con successo nel mercato nordamericano già de-regolamentato.
Nel 1992 l'Unione Europea iniziò il processo di de-regolamentazione del mercato aereo europeo, rendendo possibile per qualunque vettore registrato nel continente avviare una rotta tra due stati membri a partire dal 1997. Ryanair, che nel frattempo si era quotata alle borse di NASDAQ e Dublino e aveva nominato O' Leary amministratore delegato (1994), approfitta immediatamente dell'opportunità collegando già dallo stesso anno Londra a Oslo, la prima rotta della compagnia a non originare dall'Irlanda. Nel 1998 sbarcò in Italia collegando Londra a Treviso e raggiunse a fine anno i 5 milioni di passeggeri, grazie anche alle consegne dei primi esemplari di Boeing 737-800.
Nel 2003 costituì la prima base operativa italiana, a Bergamo, arrivando a trasportare nel corso dell'anno 23 milioni di passeggeri. Continuò con una crescita esponenziale di passeggeri e ricavi fino al 2009, anno in cui arrivò a perdere 169 milioni €, a causa della crisi economica e dell'incremento globale del prezzo del petrolio. Nonostante ciò, aveva raggiunto una flotta di 230 aeromobili, suddivisi tra 40 basi e oltre 900 rotte e continuò la crescita.
Nel 2015 raggiunse il tetto dei 100 milioni di passeggeri all'anno. Nel 2017 aveva oltre 200 destinazioni, coprendo quasi tutti i Paesi Europei, dal Portogallo all'Estonia, dalla Bulgaria alla Norvegia, più 7 aeroporti in Marocco, 2 in Israele e 5 nelle isole Canarie.

### La creazione del gruppo Ryanair
Nel 2017 Ryanair annunciò che avrebbe creato una nuova compagnia area per l'effettuazione di voli charter, con sede in Polonia e dotata di un proprio Certificato di Operatore Aereo. La creazione della nuova compagnia comportava un significativo scostamento dalla strategia tradizionale di Ryanair, che fino ad ora aveva comportato l'utilizzo di un singolo certificato aereo e la sola effettuazione di voli di linea, escludendo quindi i charter. La compagnia, inizialmente chiamata Ryanair Sun, iniziò a operare con 5 aerei nel 2018 e, dopo breve tempo, ricevette il trasferimento di tutti gli aerei di Ryanair registrati in Polonia, iniziando quindi a operare anche voli di linea per conto della controllante. Nel 2019 venne rinominata Buzz.
Nel 2018 anche Ryanair UK presentò domanda per l'ottenimento di un Certificato di Operatore Aereo inglese. Tale requisito si rese necessario perché, a seguito della Brexit, non sarebbe più stato possibile effettuare voli interni alla Gran Bretagna con certificati aerei emessi da altri paesi europei.
Nel 2018, inoltre, Ryanair annunciò l'acquisizione del 75% della compagnia austriaca Laudamotion, con un investimento di 50 milioni €, salendo poi al 100% del capitale nel 2019. Nel 2020 la compagnia è stata chiusa e tutti gli asset sono stati ceduti alla nuova compagnia maltese Lauda Europe, sempre del gruppo Ryanair.
Nel giugno 2019 Ryanair ha annunciato insieme al governo di Malta la creazione della controllata Malta Air, una nuova compagnia del gruppo che avrebbe assunto la titolarità della maggior parte dei voli effettuati da Ryanair da e per l'isola. L'accordo prevedeva inoltre la registrazione di tutti gli aerei (più altri, di proprietà di Ryanair) nel registro maltese e la costruzione di un hangar manutentivo all'aeroporto di Luqa, in cambio di significativi vantaggi fiscali e di una tassazione favorevole.
Nell'ambito di questa nuova strategia, nel corso del 2019 tutte le compagnie del gruppo si sono dotate dei propri amministratori delegati e organi rappresentativi e Michael O' Leary è stato nominato amministratore delegato della capogruppo Ryanair Holdings plc.

## Destinazioni

Destinazioni di Ryanair

Ryanair opera da 95 basi che collegano 235 aeroporti in Europa e Nord Africa, per un totale di oltre 3.600 voli al giorno. Le 3 basi di maggiori dimensioni sono negli aeroporti di Dublino, Londra Stansted e Bergamo. L'Italia è il più grande mercato nazionale per la compagnia, con 19 basi: Bari, Bergamo, Bologna, Brindisi, Cagliari, Catania, Lamezia Terme, Milano Malpensa, Napoli Capodichino, Palermo, Pescara, Pisa, Reggio Calabria, Roma Ciampino, Roma Fiumicino, Torino, Treviso, Trieste e Venezia. Sono inoltre serviti gli aeroporti di Alghero, Ancona, Crotone, Cuneo, Forlì, Genova, Olbia, Parma, Perugia, Rimini, Salerno, Trapani e Verona.
Ryanair serve anche molte destinazioni tradizionalmente turistiche, con basi come Tenerife-Sud e Lanzarote (Isole Canarie), Cipro, Ibiza, Madeira e Corfù. Nel corso degli anni si è espansa oltre i confini europei aprendo basi in Marocco e servendo aeroporti in Turchia e Israele.
Applicando il modello tipicamente low cost, preferisce generalmente servire aeroporti più piccoli o secondari, evitando o effettuando un limitato numero di voli verso i grandi aeroporti. Gli aeroporti più piccoli hanno tariffe di atterraggio più basse e tempi più rapidi per la movimentazione ed il turn-around degli aerei. In alcuni casi, gli aeroporti secondari non sono distanti dalla città che servono e possono essere anche più vicini del principale, come nel caso di Roma-Ciampino.

Ryanair serve comunque numerosi aeroporti importanti, tra cui Amsterdam-Schiphol, Atene-Eleftherios Venizelos, Barcellona-El Prat, Budapest-Ferihegy, Copenaghen, Dublino, Edimburgo, Lisbona, Londra-Gatwick, Madrid-Barajas, Marsiglia Provenza, Milano Malpensa, Oslo-Gardermoen, Pisa-San Giusto, Roma-Fiumicino. Alcune di queste città non hanno un aeroporto secondario in grado di fornire una valida alternativa per Ryanair (ad esempio Madrid, dove non esistono altri aeroporti). Nel 2010, Ryanair ha progressivamente aggiunto alla rete un numero sempre maggiore di aeroporti principali, in quanto preferiti dai passeggeri che viaggiano per affari. Nel 2014 ha aperto per la prima volta basi ad Atene, Lisbona e nei principali aeroporti di Bruxelles e Roma. La compagnia ha invece ribadito più volte che non intende servire aeroporti come Londra Heathrow e Parigi Charles de Gaulle, né tantomeno inaugurarvi delle basi, in quanto ritenuti troppo grandi e inefficienti e quindi in contrasto con il proprio modello operativo.

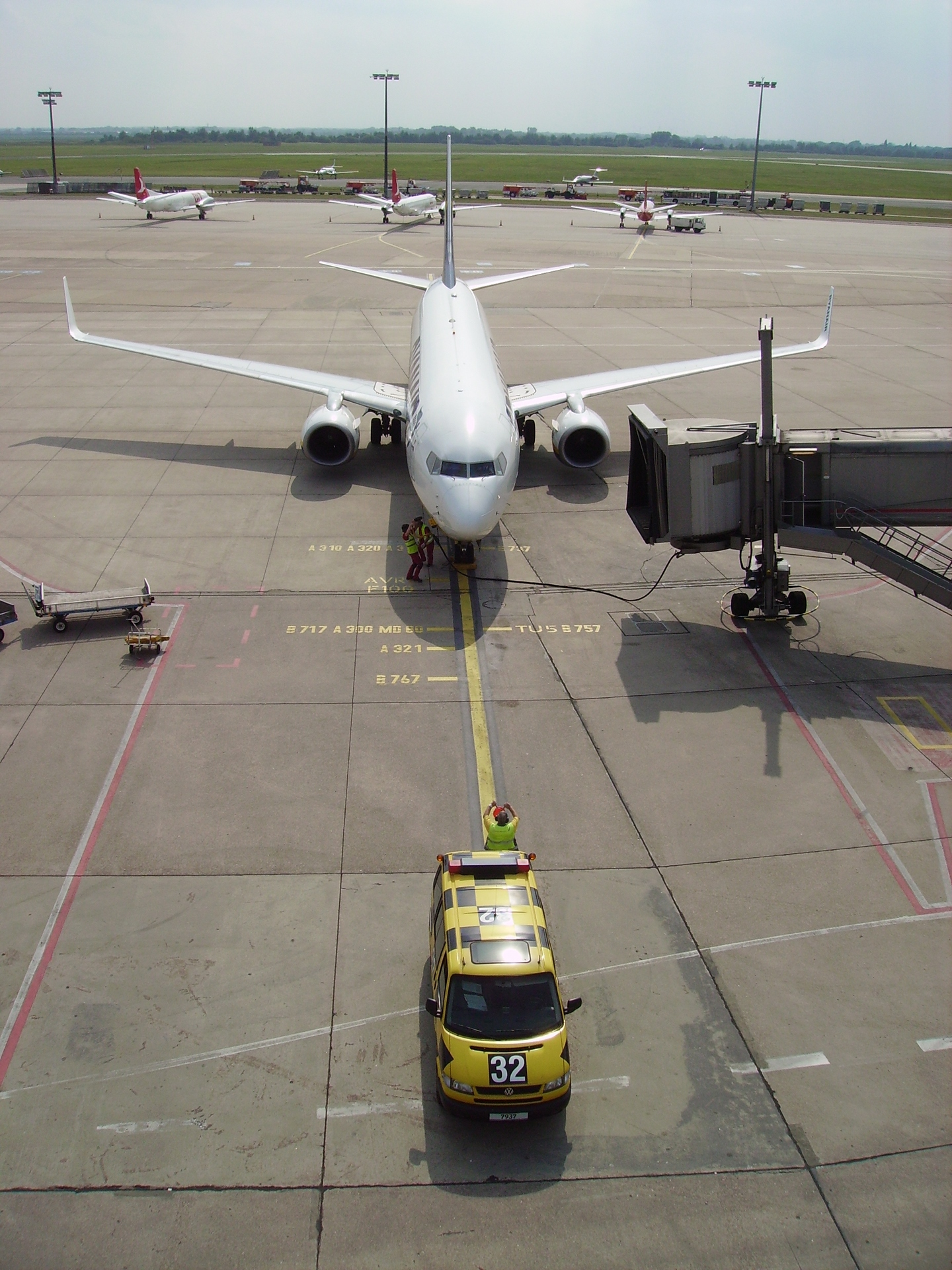
Un Ryanair Boeing 737-800 arrivato all'aeroporto di Brema.

## Flotta

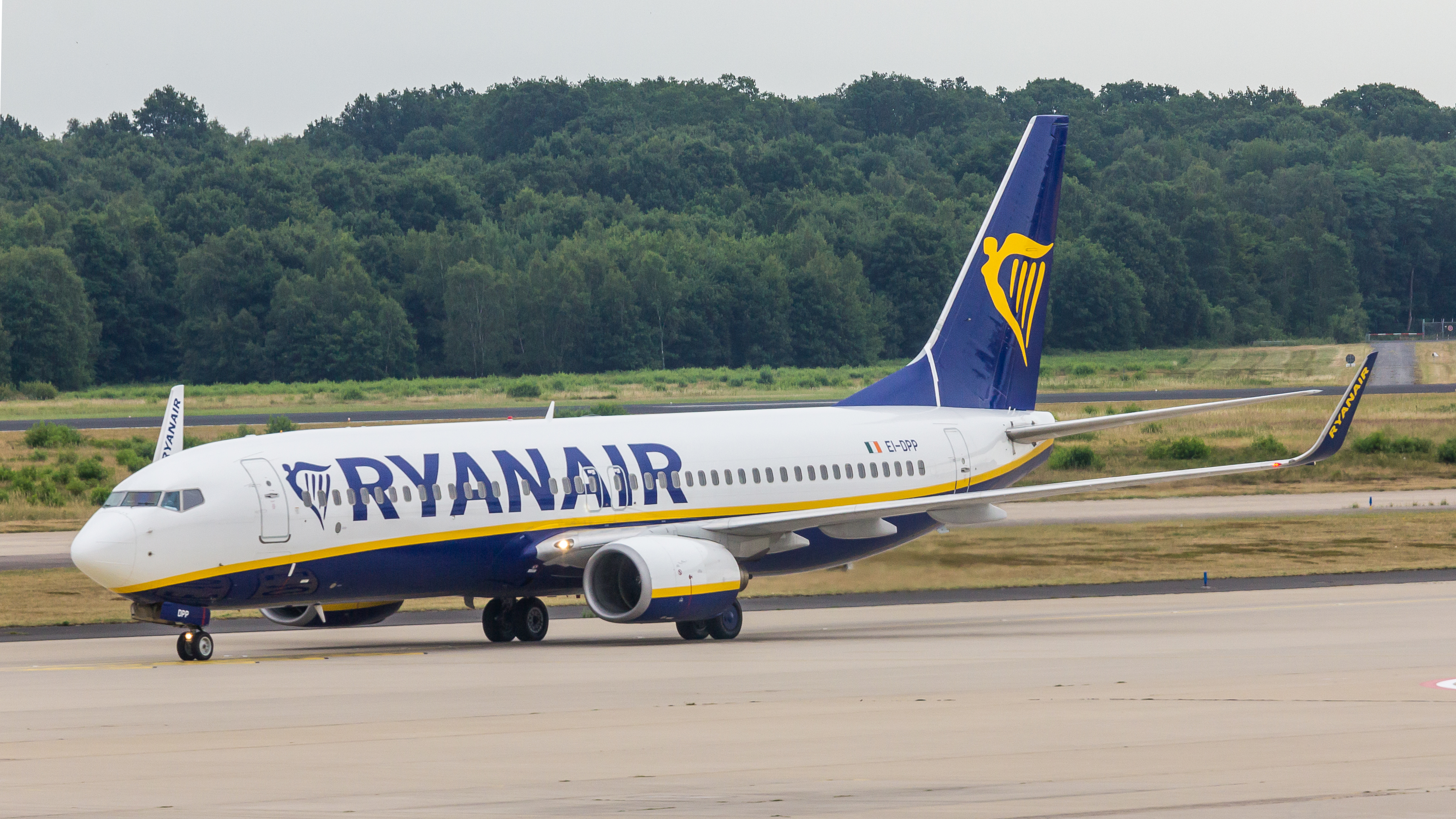
Un Boeing 737-800.

Ryanair adotta una strategia di ottimizzazione della flotta: la maggior parte degli aeromobili sono varianti dello stesso modello base, il Boeing 737. Questo permette di generare economie di scala, innanzitutto nell'addestramento dei piloti, del personale di sicurezza e degli assistenti di volo, che possono così effettuare una formazione più specifica ed immediata, e nella creazione di un magazzino ricambi uniforme che semplifica le attività di manutenzione. Un grande risparmio viene inoltre conseguito al momento dell'acquisto di nuovi aeromobili: stipulando un unico ordine per un elevato numero di aerei dallo stesso costruttore si ottengono significativi sconti sul prezzo di acquisto e si riducono i tempi di costruzione e consegna.
La flotta del gruppo Ryanair ad aprile 2025 è composta da un totale di 605 aeromobili cosi suddivisi:
- (27) Airbus A320-200 — operati da Lauda Europe;
- (1) Boeing 737-700 — operato da Buzz;
- (410) Boeing 737-800 — operati da Ryanair DAC/Malta Air/Buzz/Ryanair UK;
- (167) Boeing 737-MAX 200 — operati da Ryanair DAC/Malta Air/Buzz.

## Controversie

### Politiche sugli incentivi
Quando Ryanair negozia con gli aeroporti, richiede tariffe di atterraggio e di gestione molto basse, nonché assistenza finanziaria con campagne di marketing e promozionali. Al momento di rinnovare i contratti, è stato segnalato che la compagnia aerea sfrutta spesso il suo peso negoziale contro gli aeroporti, minacciando di cancellare rotte e spostare gli aeromobili altrove se non riceve in cambio nuovi benefici. Michael O'Leary ha sottolineato nella sua biografia, A Life in Full Flight, come la strategia della compagnia aerea sia orientata maggiormente verso la sperimentazione, ossia aprire rotte tra aeroporti secondari e meno trafficati, scegliendo le destinazioni non in base alla domanda già presente, ma grazie agli sconti o agli altri incentivi che gli aeroporti sono in grado di offrire. Ciò significa che in numerosi scali più piccoli in giro per l'Europa, Ryanair è la compagnia principale se non l'unica presente, riuscendo così ad imporre le sue condizioni sui gestori locali.
Nell'aprile 2006, Ryanair ha annunciato che avrebbe improvvisamente terminato la rotta Dublino-Cardiff, accusando i costi praticati dall'aeroporto del Galles; nello stesso periodo ha minacciato di utilizzare questo approccio con altri aeroporti in cui la compagnia era il principale operatore, come Cork, Londra-Stansted e Shannon.
Anche in Italia ci sono numerose segnalazioni di aeroporti che hanno dovuto concedere forti sconti a Ryanair per non vedere chiuse tutte le rotte. La pratica di riconoscere incentivi dagli aeroporti più piccoli alle compagnie è sostenuta dall'Unione europea come strumento per aiutare lo sviluppo del turismo nelle aree meno popolate. Tuttavia, Ryanair ha ricevuto critiche per non rendere nota pubblicamente l'entità di queste agevolazioni, facendo così concorrenza sleale alle compagnie che non riescono ad accedervi. Secondo una stima, nel 2019 gli aeroporti italiani hanno riconosciuto 391 milioni di € di incentivi non dichiarati alle compagnie low-cost, di cui Ryanair ha beneficiato della quota maggiore (260 milioni).

### Condizioni di lavoro

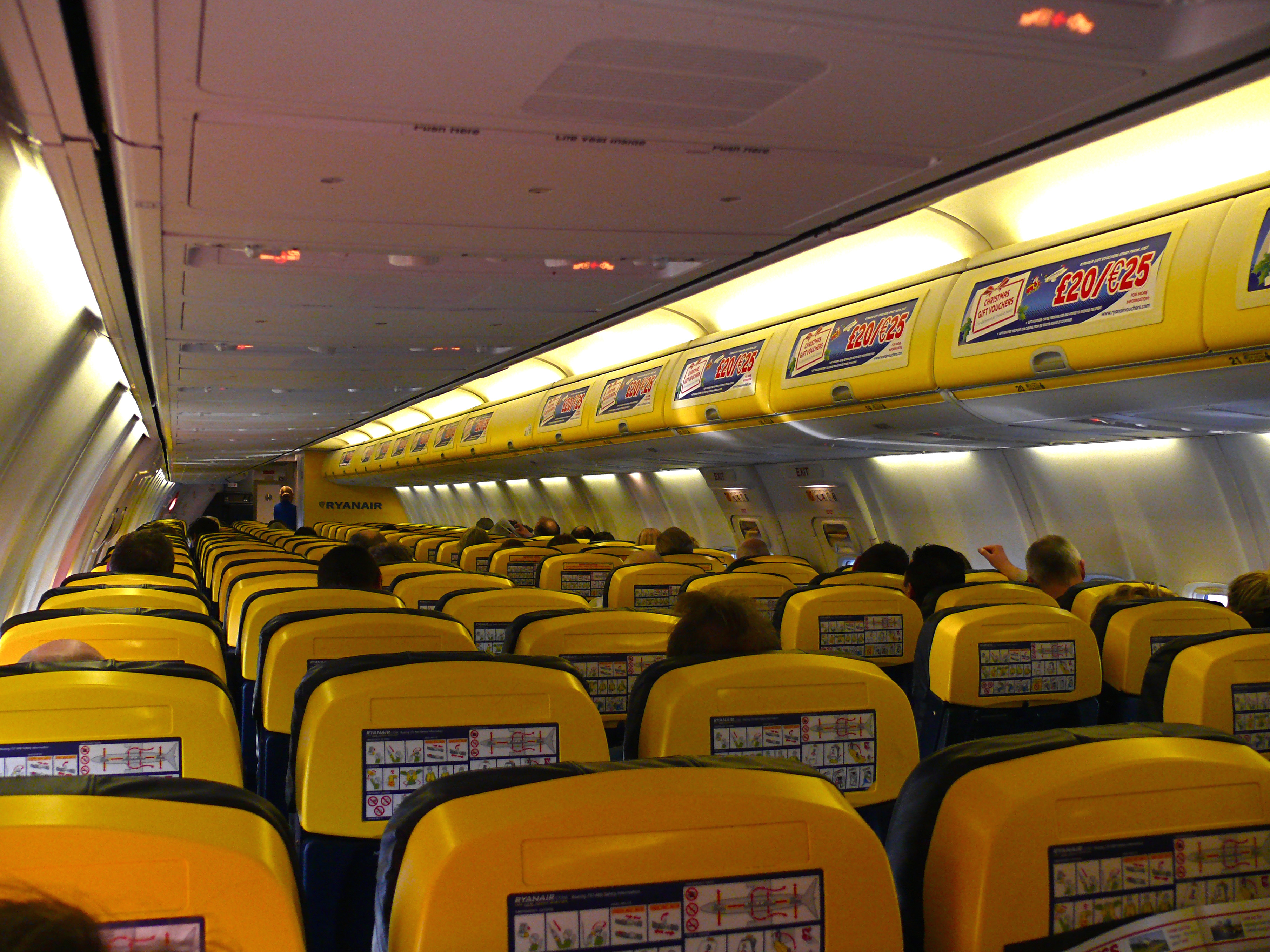
Cabina di un Boeing 737-800 utilizzata fino al 2014.

#### Crewlink
Ryanair ha creato un'agenzia di somministrazione lavoro chiamata Crewlink tramite la quale utilizza il personale di volo, evitando così l'assunzione.

#### Diritti dei lavoratori
Ryanair ha affrontato critiche per aver costretto i piloti a pagare di tasca propria decine di migliaia di euro per la formazione, oltre ad aver costretto il personale di terra in Spagna ad aprire conti bancari a Gibilterra per ricevere i loro stipendi.
Nel maggio 2014, l'ufficio di Ryanair a Marsiglia è stato perquisito dalla polizia francese, che indagava su denunce secondo cui la società non avrebbe rispettato la legge sul lavoro francese. Ryanair ha protestato per la retata.
Nel maggio 2015, il sindaco di Copenaghen ha annunciato un boicottaggio di Ryanair, vietando ai dipendenti comunali di usare la compagnia irlandese per viaggi di lavoro. Ciò è avvenuto in seguito alle proteste dei sindacati danesi sulle condizioni d'impiego. Dopo che un processo giudiziario ha confermato il diritto di sciopero dei sindacati di piloti e membri dell'equipaggio, Ryanair ha chiuso le sue basi spostandole fuori dalla Danimarca.
Nei suoi primi anni Ryanair si è sempre rifiutata di trattare con qualsiasi sindacato, impedendo ai propri dipendenti di entrare a farne parte. A partire da settembre 2017 sono stati indetti enormi scioperi da parte dei dipendenti in Irlanda, Italia e Portogallo, che hanno spinto la compagnia a riconoscere per la prima volta alcuni sindacati nel dicembre di quell'anno.
Gli scioperi sono proseguiti e il 10 agosto 2018 i piloti in Germania, Svezia, Irlanda, Belgio e Paesi Bassi si sono assentati per 24 ore, cancellando 400 voli. Nel corso del 2018, Ryanair è stata costretta a cancellare numerosi voli a causa degli scioperi. La British Civil Aviation Authority ha esortato la compagnia a risarcire i passeggeri colpiti ai sensi del Regolamento UE 261, ma Ryanair ha dichiarato di non accettare alcuna richiesta di risarcimento.

### Entrate accessorie e servizi di bordo
Un report ha evidenziato come nel 2022 il 44,7% dei profitti di Ryanair è derivato dalle entrate accessorie, cioè servizi venduti a parte rispetto alla tariffa base dei biglietti. La quota è in costante aumento ogni anno, considerando che nel 2009 pesavano solo per il 20%.
Come parte del modello di business a basso costo, la compagnia aerea addebita commissioni, che possono essere correlate a servizi alternativi come l'utilizzo delle strutture per il check-in aeroportuale al posto della commissione di servizio online e il pagamento con carta di credito. Si fa pagare anche per servizi extra come il bagaglio da stiva e fornisce cibo e bevande a bordo esclusivamente a pagamento.
Nel 2009, Ryanair ha abolito il check-in in aeroporto e lo ha sostituito con un drop bag veloce per i passeggeri che hanno effettuato il check-in dei bagagli. Tutti i passeggeri sono tenuti a effettuare il check-in online e stampare la propria carta d'imbarco. I passeggeri che arrivano in aeroporto senza un check-in online prestampato dovranno pagare una sovrattassa per ottenere la loro carta d'imbarco. Ryanair ha affrontato critiche sulla natura ambigua di questi cambiamenti.
Nel febbraio 2011, il passeggero Miro Garcia ha presentato un reclamo contro Ryanair per sovrattasse ingiuste, sostenendo che il supplemento di €40 per i passeggeri che non avevano stampato la carta d'imbarco prima dell'arrivo all'aeroporto fosse illegittimo. Il giudice Barbara Cordoba, del tribunale commerciale di Barcellona, ha dichiarato che, in base alle convenzioni internazionali sul trasporto aereo, Ryanair non può obbligare i passeggeri a presentarsi all'aeroporto con la loro carta d'imbarco, multando coloro che non lo fanno. Ryanair ha impugnato la decisione e la Corte d'appello in Spagna ha annullato la sentenza nel novembre 2011, ritenendo che il sovrapprezzo fosse conforme al diritto internazionale.

### Servizio clienti

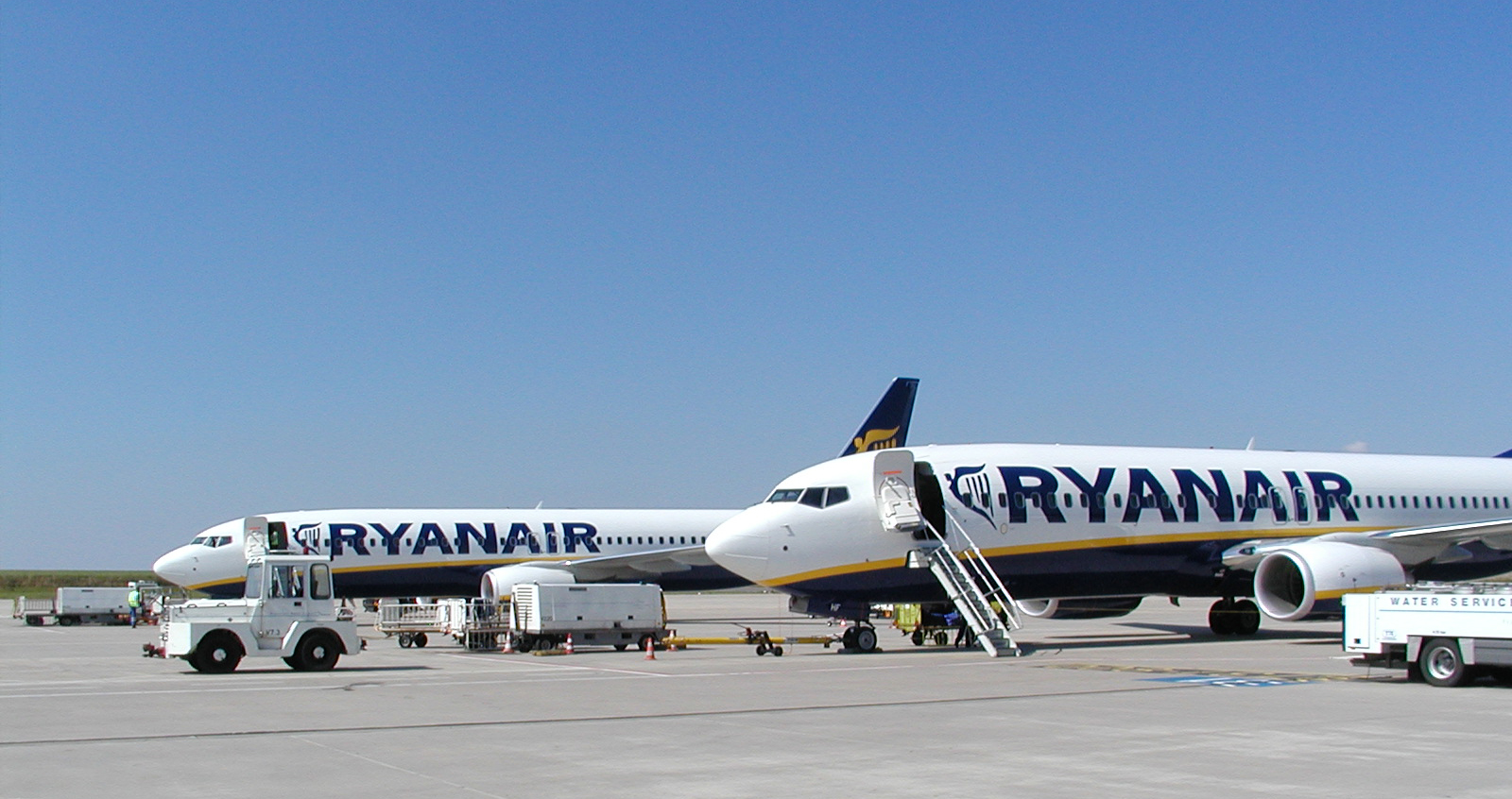
Due Boeing 737-800 all'aeroporto di Francoforte-Hahn.

Ryanair è stata criticata per molti aspetti del suo servizio clienti. The Economist ha scritto che il "trattamento inappropriato dei passeggeri" ha dato a Ryanair "una meritata cattiva reputazione" e che la compagnia aerea "è diventata sinonimo di spaventoso servizio clienti e di maleducazione nei confronti di chiunque o di qualsiasi ostacolo". Nel gennaio 2019, un'indagine condotta da Which? ha rilevato che la compagnia aerea era la peggiore secondo i passeggeri, per il sesto anno consecutivo. Ryanair ha risposto affermando che il numero di passeggeri è aumentato dell'80% nei precedenti sei anni e questo è stato un riflesso più accurato della popolarità della compagnia aerea rispetto a un "sondaggio non rappresentativo di sole 8.000 persone".
Nel 2002, l'Alta Corte di Dublino ha assegnato a Jane O'Keefe € 67.500 di risarcimento dopo che Ryanair le aveva rifiutato a un premio di viaggio gratuito a lei assegnato per essere stata il milionesimo passeggero della compagnia aerea.

#### Trattamento dei passeggeri con disabilità
La compagnia aerea è stata oggetto di pesanti critiche per il suo trattamento scadente nei confronti dei passeggeri disabili. Nel 2002, Ryanair si è rifiutata di fornire sedie a rotelle per i passeggeri disabili all'aeroporto di Londra Stansted, facendo arrabbiare molto i gruppi per i diritti dei disabili. La compagnia aerea ha sostenuto che questa decisione fosse stata causata dall'autorità aeroportuale, affermando che le sedie a rotelle erano fornite in 80 degli 84 aeroporti serviti da Ryanair all'epoca. Una sentenza del tribunale nel 2004 ha ritenuto che la responsabilità dovesse essere condivisa dalla compagnia aerea e dalla società di gestione dell'aeroporto; Ryanair ha reagito aggiungendo un supplemento di € 0,50 al prezzo di tutti i suoi voli.
Nel luglio 2012, una donna di 69 anni, Frances Duff, affetta da colostomia, si è vista rifiutare il permesso di portare a bordo il suo kit medico, nonostante fosse fornita di una lettera del suo medico che spiegava la necessità della donna di portarla con sé; lo staff di bordo Ryanair chiese di sollevare la camicia di fronte agli altri passeggeri, così da provare di avere una borsa colostomica.

#### Miglioramento del servizio clienti e attrazione delle famiglie
Il 17 giugno 2014, Ryanair ha annunciato una nuova campagna per reinventarsi come compagnia aerea più adatta alle famiglie, adottando un trattamento più rispettoso nei confronti dei passeggeri.
Come altro passo, la società ha lanciato una Live Chat sul sito web per migliorare la qualità del servizio e l'esperienza fornita dall'azienda. Il servizio di chat, che all'avvio della conversazione si tiene con un chat bot, ma attraverso il quale, in qualsiasi momento, è possibile parlare con un operatore, ha migliorato notevolmente l'esperienza utente. Inoltre, Ryanair ha aggiunto la possibilità di acquistare il biglietto direttamente chiamando il call center (l'acquisto via telefono comporta il pagamento di una tassa aggiuntiva). Il cambiamento nell'approccio ha avuto quasi immediatamente effetti positivi sulle finanze dell'azienda.

### Pubblicità

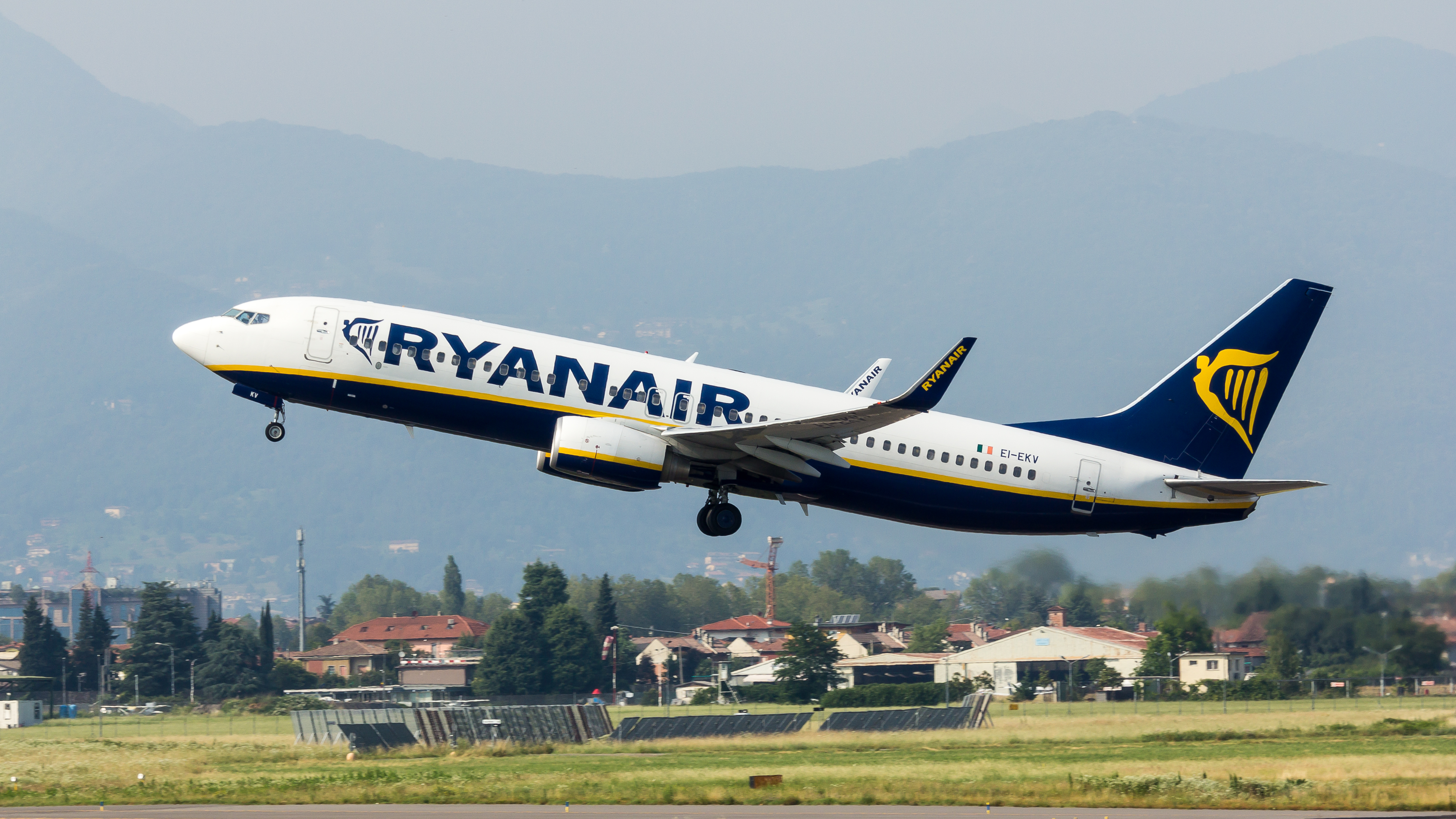
Un Boeing 737-800 decolla dall'aeroporto di Bergamo-Orio al Serio.

#### Pubblicità controverse
Le pubblicità di Ryanair hanno portato a una serie di reclami dell'Advertising Standards Authority e ad azioni legali contro la compagnia aerea.
In numerose occasioni, Michael O'Leary ha rilasciato dichiarazioni volutamente controverse, al fine di aumentare la visibilità della compagnia. Per risparmiare peso e tempo nella pulizia degli aerei, ha proposto alla Boeing di consegnarli direttamente senza oscuranti dei finestrini, ma i regolamenti dell'Irish Aviation Authority lo hanno impedito.
Altre misure proposte per ridurre ulteriormente i costi hanno incluso l'eliminazione di due bagni per aggiungere altri sei posti, ridisegnare l'aereo per far viaggiare i passeggeri in piedi in "posti verticali", chiedere di pagare per usare il bagno, addebitare un extra per i passeggeri in sovrappeso e chiedere ai passeggeri di caricare da sé i loro bagagli nella stiva. Molte di queste proposte potrebbero non essere state seriamente prese in considerazione, ma hanno generato visibilità in modo economico.
Tra le altre campagne discusse, nel 2007 Ryanair ha adottato una pubblicità per il suo nuovo volo per Belfast-Aldergrove che ritraeva alcuni componenti dell'Irish Republican Army, mentre nel 2008 in Scozia una pubblicità raffigurante una modella vestita da scolaretta e accompagnata dalle parole "Le migliori tariffe per il rientro a scuola", ha ricevuto 13 denunce, con l'Advertising Standards Authority che li ha obbligati a ritirare la pubblicità nel Regno Unito, dicendo che "sembrava collegare le ragazze adolescenti a comportamenti sessualmente provocatori ed era irresponsabile e suscettibile di integrare un reato grave o diffuso".

#### Pubblicità comparativa

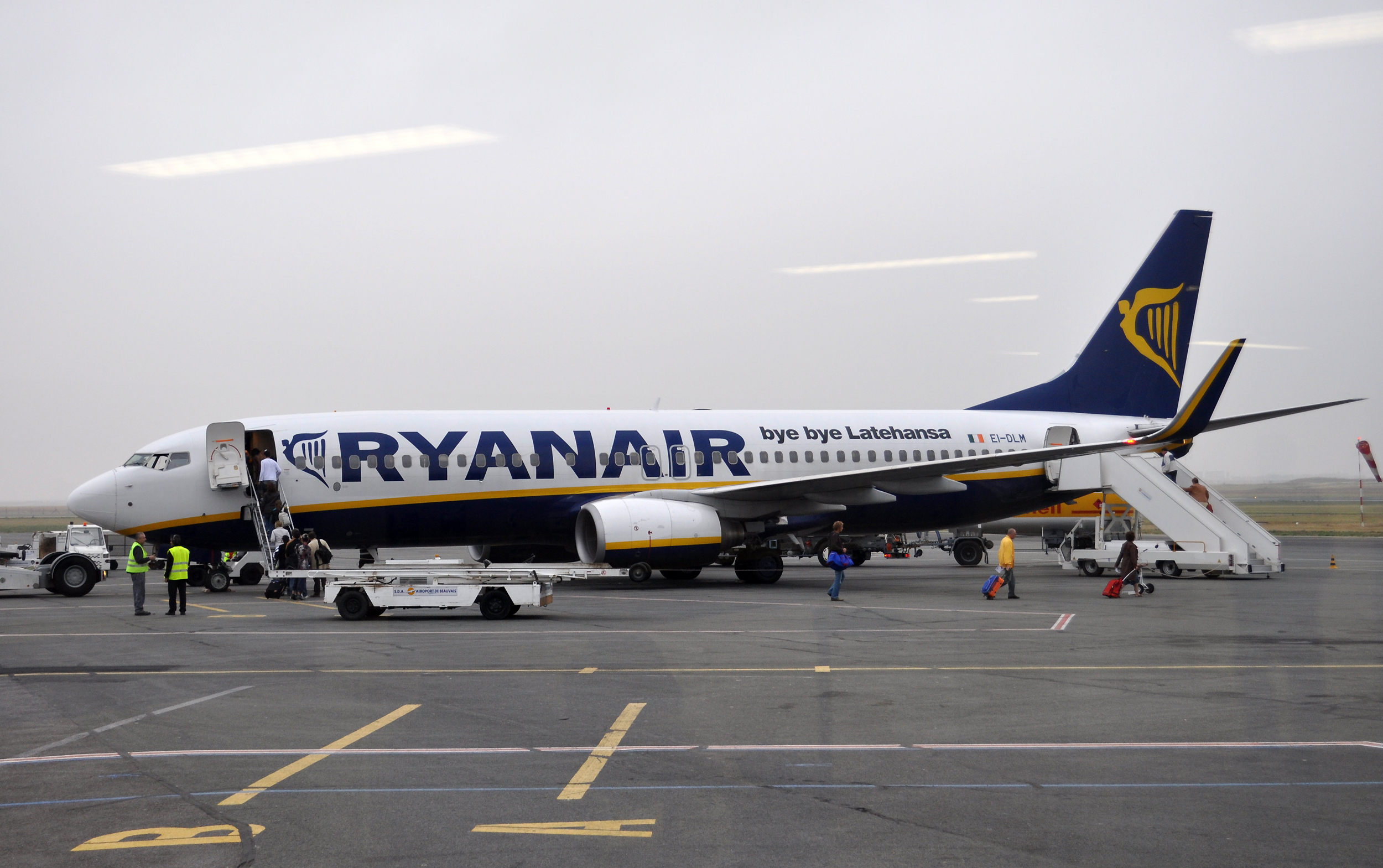
Un Boeing 737-800 con uno slogan che deride Lufthansa, nel 2009.

Ryanair ha spesso usato le sue pubblicità per fare confronti diretti e attaccare i concorrenti. Uno dei loro annunci pubblicitari utilizzava un'immagine del Manneken Pis, una famosa statua belga di un bambino che urinava, con le parole: "Ti senti preso in giro con le alte tariffe di Sabena? Le basse tariffe sono arrivate in Belgio." Sabena ha citato in giudizio e la corte ha stabilito che le pubblicità erano fuorvianti e offensive.
Un'altra provocatoria campagna pubblicitaria, intitolata "BAstardi costosi!", ha messo a confronto Ryanair con British Airways. Come nel caso di Sabena, British Airways non era d'accordo con le comparazioni di prezzo e ha intentato un'azione legale contro Ryanair. Tuttavia, in questo caso la Corte Suprema si è schierata dalla parte di Ryanair.

#### Pubblicità ingannevole
L'ASA ha ordinato a Ryanair di smettere di affermare che i suoi voli da Londra a Bruxelles fossero più veloci rispetto al collegamento ferroviario di Eurostar, con la motivazione che la pubblicità era ingannevole, a causa dei tempi di viaggio richiesti per recarsi agli aeroporti menzionati. Ryanair ha difeso le sue posizioni, osservando che il loro volo è più breve del viaggio in treno e che uno spostamento con altri mezzi è necessario anche per raggiungere le stazioni dell'Eurostar.
Nel luglio 2009, Ryanair ha adottato una serie di misure per "aumentare la chiarezza e la trasparenza del proprio sito Web e di altre pubblicità" dopo aver raggiunto un accordo con l'Office of Fair Trading del Regno Unito. Il sito della compagnia aerea include ora una dichiarazione che "le tariffe non includono tasse o oneri opzionali" e prevede una tabella delle tariffe per facilitare il confronto.
Nell'aprile 2011, Ryanair pubblicizzava "un posto nelle destinazioni del sole", ma la pubblicità è stata rimossa in quanto alcune delle destinazioni in essa menzionate erano esposte alla luce solare per appena tre ore al giorno e le temperature registrate erano, in media, tra 0 e 14 °C.

### Emissioni di CO2

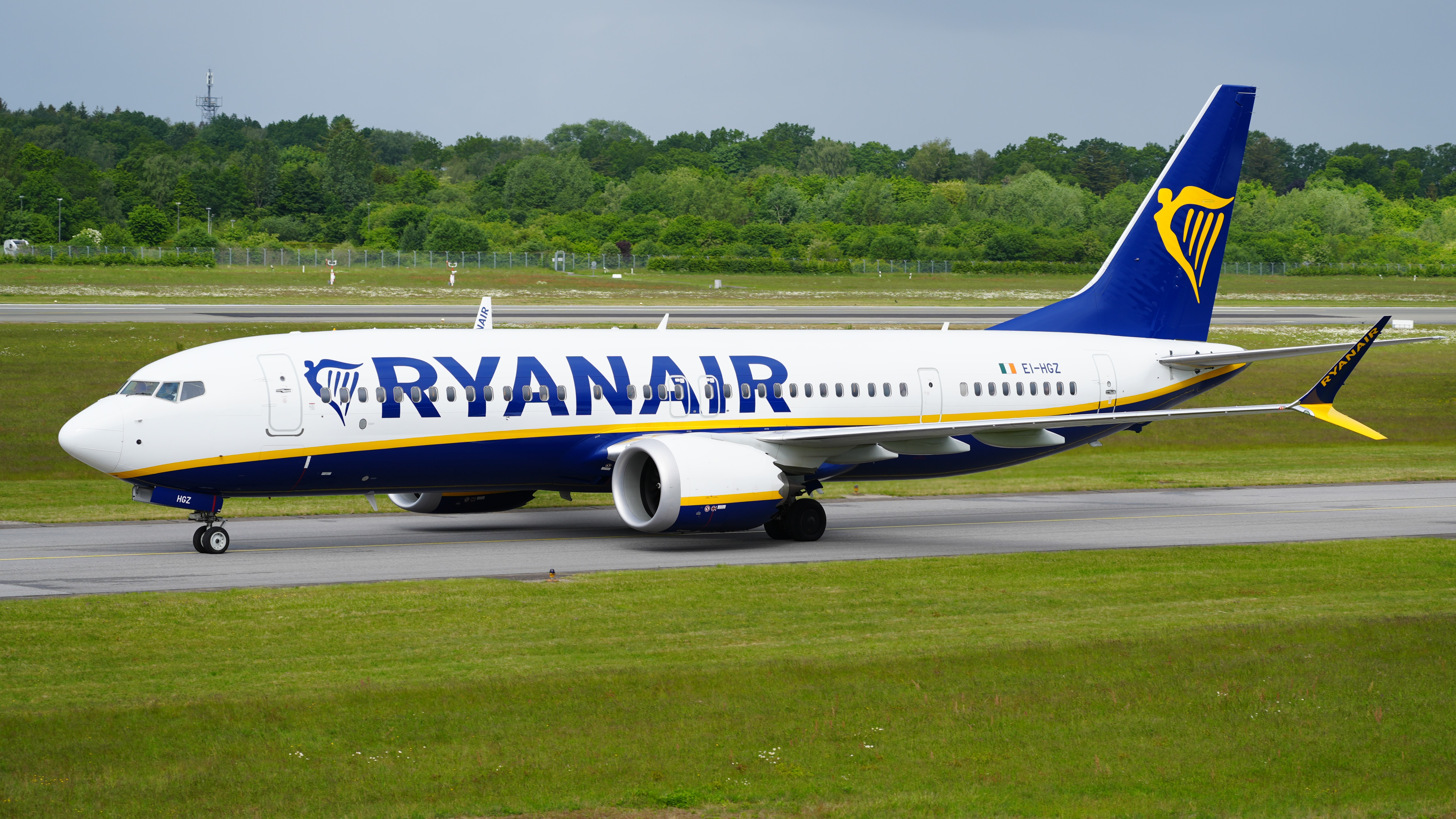
Un Boeing 737 MAX.

Nel 2018, Ryanair è diventata la prima compagnia aerea e l'unica centrale non a carbone ad essere tra le 10 società con la più alta quantità di emissioni di CO2 nell'UE. Quell'anno, Ryanair aveva emissioni equivalenti a 9,9 megatonnellate di CO2. Le emissioni erano aumentate del 49% nel corso dei cinque anni precedenti. Gli ambientalisti hanno criticato severamente la compagnia aerea e hanno considerato la vicenda un effetto della mancanza di tasse sufficienti nei confronti dell'aviazione. Nel 2023 le emissioni di Ryanair sono salite a 15 megatonnellate di CO2.

## Incidenti
Di seguito, si citano gli incidenti con o senza conseguenze rilevanti a passeggeri ed equipaggio, nonché strutturali del velivolo coinvolto:
- 10 novembre 2008: un Boeing 737-8AS, registrato EI-DYG e proveniente da Francoforte Hahn, operante il volo 4102, effettuò un atterraggio d'emergenza all'aeroporto di Roma-Ciampino, causato dalla perdita di entrambi i motori, dovuto all'attraversamento, nelle ultime fasi dell'atterraggio, di uno stormo di volatili. Il velivolo subì un cedimento del carrello principale in fase di atterraggio, ma comunque rimase entro i limiti della pista, riportando tuttavia danni talmente gravi da non poter essere riparato. Qualche lieve ferito fra i 166 passeggeri (equipaggio compreso).[69]
- 23 maggio 2021: il volo Ryanair 4978 (Atene-Vilnius) che trasportava 6 membri dell'equipaggio e 126 passeggeri è stato dirottato verso l'aeroporto di Minsk dopo che era stato emanato un falso allarme bomba mentre l'aereo si trovava a 45 miglia nautiche (83 km) a sud di Vilnius e 90 miglia nautiche (170 km) a ovest di Minsk, ma ancora nello spazio aereo bielorusso. Secondo la compagnia aerea, i piloti sono stati informati dalle autorità bielorusse di "una potenziale minaccia alla sicurezza" e gli è stato ordinato di far atterrare l'aereo a Minsk.[70][71] Lì, il giornalista e attivista dell'opposizione bielorusso Raman Pratasevič e la sua ragazza sono stati fatti scendere dall'aereo e arrestati. Sebbene l'aereo fosse più vicino a Vilnius, il presidente bielorusso Aljaksandr Lukašėnka, secondo il suo servizio stampa, ordinò personalmente che il volo fosse reindirizzato a Minsk e inviò aerei da combattimento MiG-29 dell'aeronautica militare bielorussa per scortarlo.[72][73][74] La guida dell'opposizione bielorussa Svjatlana Cichanoŭskaja ha chiesto un'indagine dell'ICAO sull'incidente.[75]
- Il 1º ottobre 2024 il Boeing 737 MAX 8-200 con marche EI-IGI di Ryanair, operante il volo FR846 proveniente dall'aeroporto di Barcellona El Prat e destinato a quello di Orio al Serio, è stato coinvolto in un incidente in fase di atterraggio, dove a seguito dello scoppio dei quattro pneumatici dei carrelli posteriori il velivolo si è arrestato sulla pista, danneggiando oltre 450 metri della stessa. Nessuna conseguenza per passeggeri ed equipaggio. Secondo le prime ricostruzioni, lo scoppio degli pneumatici è stato provocato da un malfunzionamento dell'Antiskid.[76]
- Il 3 ottobre 2024 il Boeing 737-8AS con marche 9H-QCB in partenza da Brindisi e diretto all'aeroporto di Torino ha un principio di incendio al motore destro durante la fase di allineamento alla pista di decollo. Nessun passeggero e membro dell'equipaggio rimane ferito.[77]